# Ядерное оружие направленного действия
Ядерное оружие направленного действия — возможный тип ядерного взрывного устройства, при взрыве которого значительная часть энергии взрыва сконцентрирована в той или иной форме в конкретном направлении. Обычно рассматривается как средство ведения боевых действий в космосе или как средство противоракетной обороны (борьбы). На данный момент, ядерное оружие направленного действия, как и направленный ядерный взрыв, безусловно, возможны, но разработка такового ядерного взрывного устройства на практике сопряжена с рядом технических проблем.

## Концепция
Идея ядерных взрывных устройств направленного действия заключается в том, чтобы сконцентрировать часть энергии взрыва в конкретном направлении, тем самым использовав её для значительного увеличения радиуса поражающего действия в заданном направлении. Подобным образом можно (теоретически) добиться поражения целей на дистанции, превышающей возможные для сферически — т. е. всенаправленно — распространяющихся поражающих факторов ядерного взрыва. Этого можно добиться, расположив рядом с ядерным зарядом структуру из материала с определенными свойствами, которая, разрушаясь под действием ядерного взрыва, преобразует часть выделяющейся энергии.
Первые проекты ядерных взрывных устройство направленного действия появились еще в 1950-х, однако их практическая реализация столкнулась с рядом проблем. В дальнейшем, различные проекты использования энергии ядерного взрыва для направленного поражения точечных целей в вакууме или в верхних слоях атмосферы рассматривались и разрабатывались до конца 1980-х, но по ряду причин как практического так и теоретического характера ни один из них не был реализован. В настоящее время, большинство работ по ядерному оружию направленного действия засекречены, так как несомненная принципиальная возможность их реализации означает, что сторона, первой создавшая подобное оружие, обретает существенное стратегическое военно-техническое превосходство.

## Известные проекты

### Проект «Касаба»

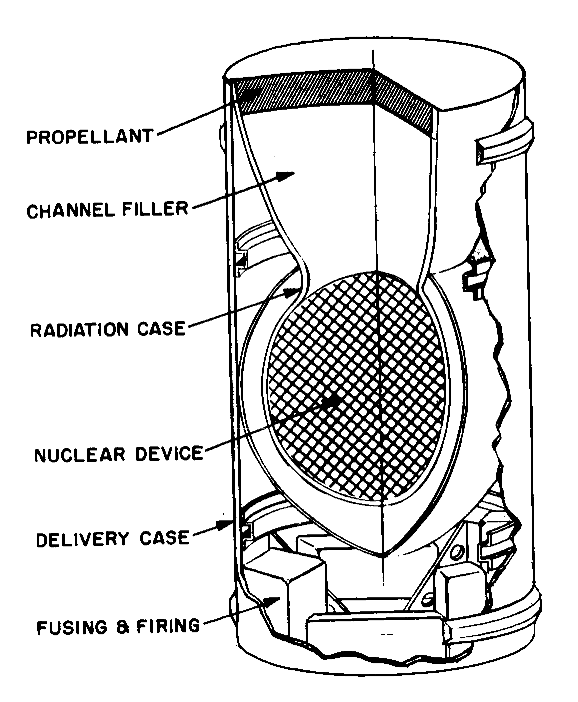
Теоретическая схема направленного ядерного заряда.

Проект «Касаба» основывается на идее концентрации части плазмы, формирующейся при ядерном взрыве, в виде чрезвычайно узкого фронта с небольшим углом расхождения. Двигаясь на скоростях до сотен и даже тысяч километров в секунду, такой плазменный фронт оказывает мощное воздействие на встреченную цель за счет импульсного шока.
Идея проекта «Касаба» была выдвинута в 1950-х как развитие идеи атомно-импульсного космического корабля «Орион» — который должен был приводиться в движение взрывами субкилотонных ядерных взрывных зарядов (шашек). Было предложено развить идею направленного заряда (которые должны были служить «топливом» для корабля) в ядерном оружии направленного действия, поражающее цель узким фронтом плазмы.
Концептуально, взрывная шашка проекта «Орион» представляла собой ядерное или термоядерное взрывное устройство, помещенное в оболочку из материала, непрозрачного для рентгеновских лучей — например, урана. В сферической оболочке вокруг взрывного заряда имелось единственное отверстие, заткнутое «пробкой» из оксида бериллия. Сверху на «пробку» была наложена вольфрамовая плита. В первые микросекунды детонации, выделяющееся рентгеновское излучение отражалось от урановых стенок, и находило выход только в виде бериллиевой «пробки» — которая максимально эффективно переизлучала рентген-излучение в инфракрасное. Инфракрасная вспышка мгновенно испаряла вольфрамовую плиту, и приводила к выбросу узкого пучка плазмы в том направлении, в котором было наведено устройство. Таким образом, удавалось сфокусировать в нужном направлении до 85% энергии взрыва.
Для того, чтобы превратить двигательный ядерный заряд в боевой, требовалось только заменить плиту из вольфрама плитой из материала с меньшей атомной массой, чтобы уменьшить угол расхождения пучка (в теории, 22,5 градусов для вольфрама) и получить более узко сфокусированный поток плазмы. Двигаясь на скорости до 1000 километров в секунду, плазменный фронт, при попадании в цель порождал ударные волны в толще материала, которые в буквальном смысле сминали цель.
Однако, теоретическая эффективность подобного оружия (безусловно реализуемого) была ограничена двумя факторами:
- Во-первых, плазменная струя быстро рассеивается, расширялась, что приводит к резкому снижению концентрации энергии на больших дистанциях. Хотя узкий фронт мог поразить цель на существенно большем расстоянии чем обычный сферический, тем не менее, это расстояние все же также ограничено.
- Во-вторых, плазменная струя состоит из множества отдельных фракций плазмы, каждая со своей скоростью движения. По мере полета струи, она все сильнее «размазывалась» в длину, так как более быстрые фракции удалялись от более медленных. В результате, на значительном удалении от эпицентра, хотя общая энергия удара о цель не менялась, продолжительность удара возрастала до такой степени, что его эффект был бы едва заметен.

Таким образом, направленное ядерное оружие проекта «Касаба» могло бы быть эффективно на дистанциях от десятков и до сотен (в космическом пространстве, возможно, до тысяч) километров. Это ограничивало (хотя и не уничтожало) возможность его боевого применения в противокосмической и противоракетной обороне. Тем не менее, ввиду возникших технических трудностей, проект не был реализован.
В настоящее время, все материалы по проекту «Касаба» засекречены.

### Проект «Эскалибур»
Ядерный импульсный лазер
Проект «Эскалибур» основывался на идее создания рентгеновского лазера, приводимого в действие вспышкой ядерного взрыва. Подобный одноразовый лазер мог бы создавать чрезвычайно мощные пучки рентгеновского излучения, способные перемещаться на значительные дистанции на релятивистских скоростях, и поражать цель за счет абляционного шока, возникающего от мгновенного испарения части материала.
Рентгеновский лазер проекта «Эскалибур», фактически, представляет собой стержень из специально подобранного материала, расположенный рядом с ядерным взрывным зарядом. При детонации ядерного заряда, мощный поток рентген-излучения испаряет стержень, мгновенно преобразуя его материал в раскаленную плазму. Однако, в первые микросекунды, плазменное облако все еще сохраняло форму и конфигурацию стержня. Расширяясь и остывая в последующие микросекунды, плазменное облако испускало мощный импульс рентген-лучей вдоль оси стержня, таким образом, направляя луч на цель.
Основный поражающий фактор — рентгеновское излучение. Попадание мощного рентгеновского пучка в цель приводило к мгновенному испарению материала обшивки, и абляционному взрыву, порождающему в материале ударные волны, разрушающие цель.
Исходный проект предполагал сферический ядерный взрывной заряд, на поверхности которого располагались пятьдесят отдельных стержней, каждый из которых был установлен на карданном подвесе и имел собственную систему наведения. Таким образом, в момент детонации заряда, система давала пятьдесят выстрелов по пятидесяти отдельным целям (или же несколько стержней могли быть направлены на одну цель, многократно увеличивая мощность импульса излучения). В дальнейшем, однако, возникли сомнения относительно эффективности и надежности такой конструктивной схемы, и было решено сконцентрировать усилия на ближайшей и более мощной системе, — теперь стержни располагались в форме конуса, основание которого было закреплено на ядерном взрывном заряде, а вершина направлена в сторону цели. Изменяя угол раствора конуса, можно было добиться того, чтобы импульс всех стержней был сфокусирован на цели.
Именно рентгеновские лазеры проекта «Эскалибур» изначально предполагались как основа стратегической оборонной инициативы, глобальной противоракетной обороны, разрабатываемой США в 1980-х. Теоретические перспективы рентгеновских лазеров делали их оптимальным оружием для поражения неприятельских боеголовок на любых участках траектории. Дабы избежать нарушения соглашения о не-размещении ядерного оружия в Космосе, рентгеновские лазеры должны были размещаться на ракетах подводных лодок, патрулирующих в Северном Ледовитом Океане, и при получении сообщения о массированном ракетном нападении — запускаться в верхние слои атмосферы. Там лазеры должны были отделяться от ракет-носителей, индивидуально наводится и поражать цели.
«Один рентгеновский лазерный модуль, размером со стол… потенциально может нейтрализовать весь советский ракетный арсенал» (Э. Теллер)
В 1980-х была предпринята серия экспериментов, с целью создания рентгеновского лазера. Хотя эксперименты подтвердили принципиальную возможность такого оружия, тем не менее, возникло значительное количество теоретических проблем, разрешить которые с ходу не удалось. В 1992 году, было признано что проект лазера, технически возможный, находится за пределами существующих (по состоянию на 1992 г.) технологий, и программа СОИ была переориентирована в сторону технологически более доступных и конвенционных решений. Неизвестно, ведутся ли сейчас работы над подобными системами.

### Проект «Прометей»
В основе проекта «Прометей» было использование энергии ядерного взрыва для запуска материального снаряда, поражающего цель кинетической энергией соударения.
Проект рассматривался как составная часть программы СОИ. В первую очередь, как средство быстрой и эффективной селекции ложных целей. Основой концепции был ядерный заряд направленного действия, аналогичный заряду проекта «Касаба». Отличительным элементом была графитовая смазка на вольфрамовой плите, предохраняющая таковую от испарения. При детонации, вольфрамовая плита разрушается на множество мелких дробинок, запускаемых в пространство на скорости до 100 км/с.
Фактически, детонация взрывного заряда «Прометей» приводила к формированию узкого конусообразного пучка дроби, накрывающего значительный сектор пространства. Так как считалось, что кинетическая энергия мелких дробинок будет недостаточна для эффективного разрушения боеголовки (советские и российские боеголовки оснащены бронезащитой), а формирование крупной картечи в результате ядерного подрыва являлось слишком трудноконтролируемым процессом, заряды должны были использоваться для «расчистки» пространства от ложных целей. Легкая фольга и надувные ложные цели эффективно разрушались и отбрасывались дробью, таким образом выделяя на их фоне тяжелые боеголовки.
Проект не был реализован.